# Paul Knopf (Musiker)
Paul Knopf (* 3. Februar 1927 in der Bronx; † 6. Juli 2023) war ein US-amerikanischer Jazzpianist und Komponist.

## Leben und Wirken
Knopf besuchte nach dem Abschluss der High School in der Bronx Anfang der 1940er Jahre die Juilliard School, bevor er im Zweiten Weltkrieg zum Wehrdienst eingezogen wurde; in der Armee arbeitete er als Militärjournalist für deren Zeitschrift Stars and Stripes. Er studierte Komposition bei Josef Schmid, der zu den ersten Schülern von Alban Berg gehörte, und Bohuslav Martinů.
Knopf war ein Bekannter von Herbie Nichols und sprang für ihn im Metropole bei Cootie Williams. Er schrieb – stark beeinflusst von Thelonious Monk und Elmo Hope – eigene Kompositionen des Modern Jazz, die er auch selbst aufführte; sein Debütalbum spielte er 1958 mit dem Bassisten Richard Davis und dem Schlagzeuger Jim Olin ein. Die Aufnahmen erschienen bei Playback Records unter dem Titel The Outcat, der von Knopf selbst eingeführte Spitzname, welcher auch zum Begriff des musikalischen Außenseiters wurde. Es folgte eine weitere Session mit Blechbläsern, die jedoch nicht veröffentlicht wurde. Trotz wohlwollender Besprechungen seiner Musik in Magazinen wie Down Beat, Metronome und Playboy gelang ihm nicht der Durchbruch und er geriet zunächst in Vergessenheit. Erneut produzierte Knopf 1977 auf eigenem Label eine Trio-Session mit Jack Six und Joe Cocuzzo.
Ab 1964 wandte Knopf sich der Kirchenmusik zu; er konzertierte in der Judson Memorial Church in Manhattan und verband christliche Liturgie mit Jazz, als er ein Jazzprogramm in der Evangelical Lutheran Church of St. Peter aufführte. Ab 1985 bis Ende der 1990er Jahre fungierte er als musikalischer Leiter und Composer-in-Residence in der Washington Square Methodist Episcopal Church im New Yorker  Greenwich Village. An der Aufführung seiner Jazz-Liturgien war häufig die Sängerin Sheila Jordan beteiligt.
Knopf wurde verhaftet und zu einer Strafe verurteilt, weil er zu einer Gruppe gehörte, die die Parade der Streitkräfte aufhielt, um gegen den Vietnamkrieg zu protestieren. Engagiert für soziale Gerechtigkeit nahm er auch an Protestmärschen in Washington teil. Er starb an den Folgen einer Krebserkrankung.

## Diskographische Hinweise
- The Outcat (Playback, 1958), mit Richard Davis, Jim Olin
- Enigma of a Day (Playback, 1959)
- Outcat Comes Back (1977), mit Jack Six, Joe Cocuzzo
- The Music of Paul Knopf: Chamber Compositions and Jazz Improvisations (Iris, 1998)